# 1992年義大利大選

各選區選舉結果

1992年義大利大選在1992年4月5日至6日舉行，選出義大利共和國第11屆議會成員。二戰後長期穩居義大利政壇第二大黨地位的義大利共產黨在這次選舉前分裂為左派民主黨和重建共產黨。此外其它傳統政黨在這次選舉也大多議席數有所減少。北方聯盟的得票率大幅增加。